# Maurice Van houtte
Maurice Alphonse Romain Van houtte est un homme politique belge (membre du PVV), né à Turnhout le 13 juillet 1934 et mort le 22 novembre 2023.
Il fut professeur à l'athénée de Lierre.
Il fut échevin et bourgmestre de Lierre, conseiller communal de Kasterlee, conseiller provincial de la province d'Anvers et membre de la chambre des Représentants et du sénat.